# Лунала пісня...
«Лунала пісня…» — телепрограма за участі Раїси Кириченко.

## Опис
У ході інтерв'ю з артисткою вмикалися архівні відеозаписи виконання пісні «Хата моя, біла хата» та обговорювалися сучасні тенденції в українській музиці.
Тривалість відео: 14 хвилин. У кінці телепрограми вміщено закадровий фрагмент процесу зйомки телепрограми.
У 2010, запис телепрограми було продемонстровано на каналі УТР (у блоці мовлення Каналу «Культура») з титрами «З фільмофонду українського телебачення».